# Loch Beag Bhuirgh
Loch Beag Bhuirgh, englisch: Little Loch Borve, ist ein See auf der kleinen schottischen Hebrideninsel Berneray.

## Beschreibung
Loch Beag Bhuirgh liegt westlich des Borve Hill etwa in Inselmitte. Der kleine See weist eine Länge von 160 Meter bei einer maximalen Breite von 110 Metern auf. Er wird durch einen namenlosen Bach, der aus dem benachbarten Loch Bhrusda abfließt, gespeist. Der Loch Beag Bhuirgh nimmt eine Fläche von einem Hektar ein. Bei einer mittleren Tiefe von 4,8 Metern besitzt er ein Volumen von rund 71.000 Kubikmetern. Sein Einzugsgebiet umfasst 125 Hektar. Es umfasst vornehmlich Grasflächen (51 %), während Grundwasser 19 % des Zuflusses ausmacht. Von seinem Südufer fließt der Abhainn Bhuirgh ab, der rund einen Kilometer südlich in die Bucht Loch Borve entwässert.